# Elias Álvares Lôbo

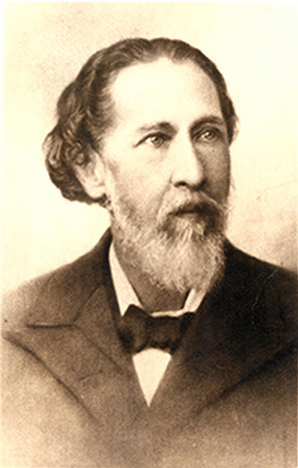
Elias Álvares Lôbo

Elias Álvares Lôbo (* 9. August 1834 in Itu; † 15. Dezember 1901 in São Paulo) war ein brasilianischer Komponist.
Lôbo wirkte zunächst als Kapellmeister in seiner Geburtsstadt. Später ging er nach Rio de Janeiro. Dort wurde 1858 die Kaiser Pedro II. gewidmete Missa a São Pedro de Alcântara durch die Capela Imperial aufgeführt. 1860 wurde im Teatro São Pedro de Alcântara seine Oper A Noite de São João auf ein Libretto von José Martiniano de Alencar aufgeführt, die als erste Oper eines in Brasilien geborenen Komponisten gilt. Im Jahr 1876 erschien seine Schrift Método de música. 1884 ging er nach São Paulo, wo er an verschiedenen Schulen unterrichtete und 1890 Professor an der Escola Normal de São Paulo wurde.
Neben zwei Opern und mehreren Messen komponierte Lôbo überwiegend leichte, auf spanischen, portugiesischen oder kreolischen Volksweisen beruhende Unterhaltungsmusik.

## Werke
- Missa Nr. 1 (1855)
- Missa de Nossa Senhora do Carmo (1856)
- Missa do Espirito Santo (1857)
- A Noite de São João (1858), Oper
- Missa de São Pedro de Alcântara (1858)
- A Louca (1861), Oper
- Missa para a igreja da Ordem Terceira do Carmo (1864)
- Missa Nr. 6 (1867)
- Semana Santa (1872)
- Missa do Senhor do Bom Jesus (1874)
- Missa Nr. 9 (1876)
- Missa Nr. 10 (1876)